# Ламин A/C
Ламин A/C — белки человека, принадлежащие к семейству ламинов и кодируемые геном LMNA на первой хромосоме. Ламины (у позвоночных имеются три формы: A, B, C) сплетаются под мембраной клеточного ядра в слой, называемый ядерной ламиной. Они слабо изменились в ходе эволюции, поскольку играют важнейшую роль в разборке и последующей сборке ядра при клеточном делении, закреплении хроматина в ядре. Альтернативный сплайсинг гена LMNA приводит к образованию ламина A и ламина C.
Молекулярная масса ламина A оценивается в 74 кДа, ламина C — в 65 кДа. На протяжении 566 аминокислот два белка идентичны, затем у ламина A следует уникальный отрезок в 98 аминокислот (на C-окончании). У ламина C на C-окончании находится специфический для него отрезок в 6 аминокислот. Оба белка содержат 360-аминокислотный альфа-спиральный домен, напоминающий альфа-спиральный стержень, типичный для промежуточных филаментов.
Ламин A образуется не сразу, а путём процессинга неактивного прекурсора преламина A.

## Клиническое значение
Мутации и вариации гена LMNA ассоциированы с мышечной дистрофией Эмери-Дрейфуса, семейной частичной липодистрофией, конечностно-поясной мышечной дистрофией, дилатационной кардиомиопатией, болезнью Шарко-Мари-Тута и синдромом прогерии Хатчинсона-Гилфорда. Синдром прогерии, исключительно редкое расстройство, вызывается синтезом ламина A неправильной формы, называемой прогерином.

## Иллюстрации

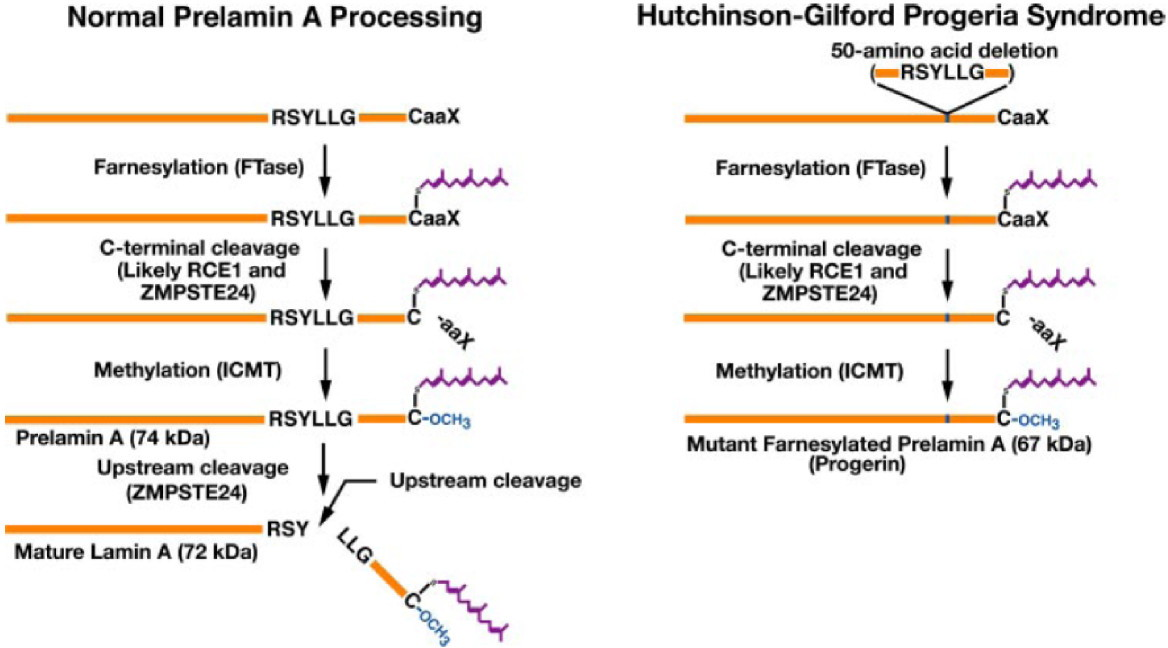
Генерация нормальной формы ламина A (слева). Неспособность сгенерировать зрелый белок нормальной формы (справа) приводит к образованию патологического ламина под названием «прогерин». В свою очередь, прогерин нарушает функционирование клеточного ядра, приводя к ускоренному старению (ниже).

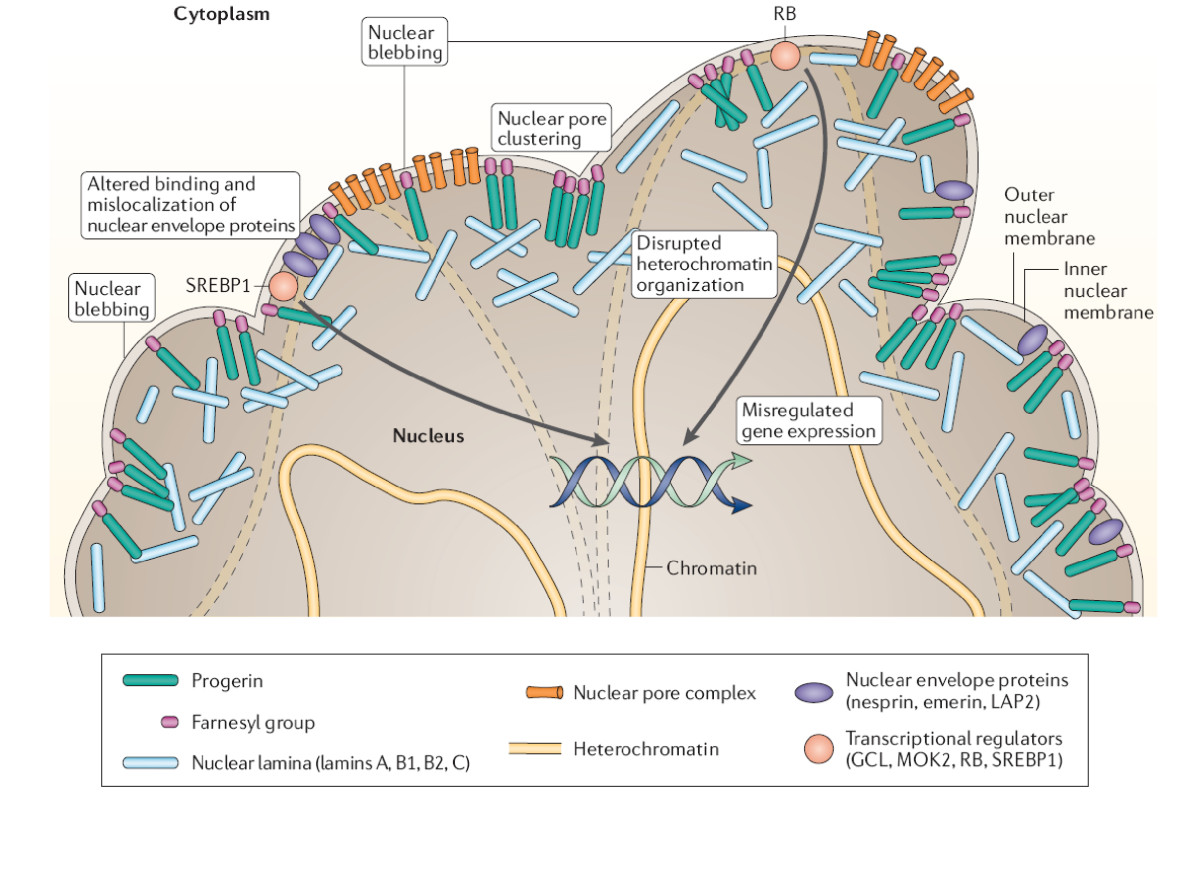
Гипотетический молекулярный механизм прогерии. Необратимое фарнезилирование белка превращает его в патогенный прогерин, который, вероятно, застревает в ядерной мембране, нарушая её форму и придавая ей хрупкость, делая её неспособной противостоять физическому стрессу. Нарушаются взаимодействия ламины с белками ядерной оболочки, ядерные поры располагаются неравномерно. Гетерохроматин теряет сцепление с ядерной оболочкой и спутывается, что нарушает его взаимодействия с РНК-полимеразой II, факторами сплайсинга РНК, факторами транскрипции, приводя в беспорядок экспрессию генов. Гипотеза из статьи Coutinho et al. Immunity & Ageing 2009.

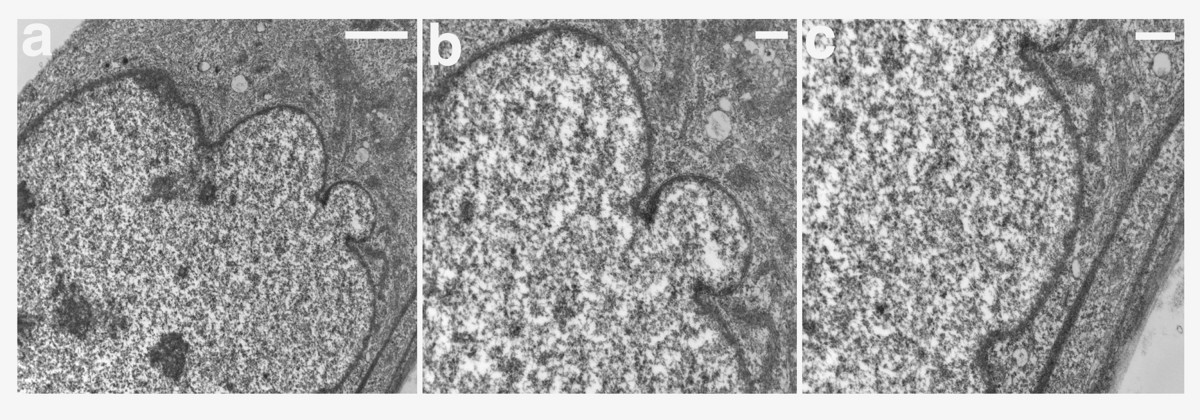
Ультраструктурный анализ оболочки ядра фибробласта, взятого у пациента с прогерией. Заметны выпячивания оболочки. Фото a: масштаб 2 μm. Фото b, c: масштаб 500 nm. Paradisi et al. BMC Cell Biology 2005.

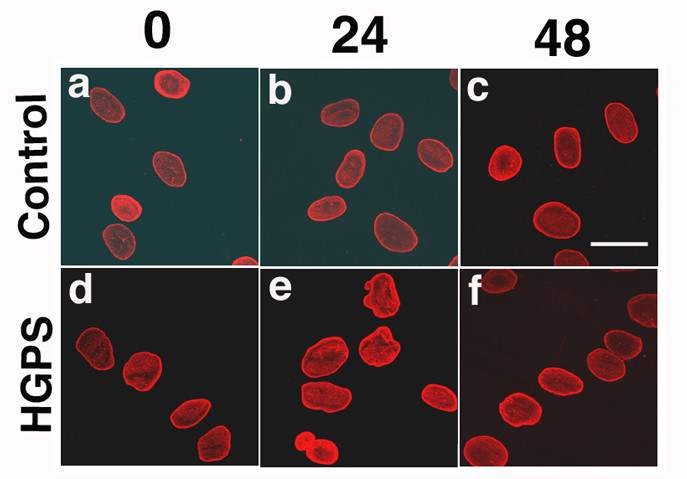
Конфокальный анализ фибробластов кожи здоровых персон (верхний ряд) и лиц с прогерией (нижний ряд) после 30-минутного воздействия высокой температуры (45 °C). Снимки немедленно после стресса, через 24 часа и через 48 часов. Окрашивание: иммунная флуоресценция с использованием антител к ламину A/C. Paradisi et al. BMC Cell Biology 2005.